# Cyanopepla bella
Cyanopepla bella är en fjärilsart som beskrevs av Guérin-meneville 1843. Cyanopepla bella ingår i släktet Cyanopepla och familjen björnspinnare. Inga underarter finns listade i Catalogue of Life.